# アフリカの角における不朽の自由作戦
アフリカの角における不朽の自由作戦（アフリカのつのにおけるふきゅうのじゆうさくせん、英: Operation Enduring Freedom - Horn of Africa、OEF-HOA）は、対テロ戦争の一環として行なわれている、アフリカの角諸国と周辺海域での不朽の自由作戦のこと。

## 概要
2001年9月11日のアメリカ同時多発テロ事件以降、欧米を筆頭とする民主主義諸国とイスラム諸国内に蔓延しつつあるイスラム原理主義を標榜する非国家武装勢力との対決が決定的となり、アメリカ合衆国はアルカーイダの潜伏先とされるアフガニスタンに進攻した。
冷戦終結後、ソマリアの内戦は激化したまま世界から見捨てられた格好となっていた。内戦は泥沼化しイスラム原理主義を標榜するイスラム法廷会議の勢力が伸張しつつあった。イスラム法廷会議はアルカーイダと関係があるとされ、アメリカはこの勢力の排除を決めた。

## 作戦

### 対海賊作戦
ソマリア沿岸において海賊の活動が活発になり、この海域を航行する船舶に重大な脅威を与えつつあった。実際に海賊による被害が急増し始め、2008年になりNATOは海賊対策の艦隊を編成し現場海域に派遣した。ロシアも独自に艦船を派遣し航路の安全確保に乗り出した。
2009年5月18日、欧州連合は海賊の活動範囲がセーシェル諸島付近にまで広がりつつある状況に対応して、部隊の活動範囲をアデン湾からセーシェル諸島沖まで拡大し、海上監視活動の強化を検討、作戦期間の延長の必要性を欧州連合加盟各国防相は確認した。また、海上作戦のみでは海賊根絶が困難であるとし、フランスの提案によりジブチを拠点に6000人規模のソマリア治安部隊の訓練を検討する。

### ソマリアの緊張拡大
2006年7月1日、ウサーマ・ビン＝ラーディンの声明がウェブ上にて発表された。そこには、ソマリ族にイスラム国家を建設するよう促して、実際に行動するならば、アルカーイダ・ネットワークも共闘するとの内容であった。

### ソマリア内戦
詳細はソマリア内戦を参照
2009年5月25日、ソマリア暫定連邦政府のアフメド大統領は国際社会に対してソマリアへの軍事介入を求める。この背景には、外国人武装勢力が政府転覆を目的としてソマリア国内への侵入とテロ行為が活発化がある。アメリカ政府が国際テロ組織に指定しているアル・シャバブによる攻勢が激しくなり、首都に所在する大統領府にまで接近する事態となっていた。

### ソマリランドでの不明瞭な活動
2005年5月6日、アメリカ海兵隊はソマリランドに上陸しテロリスト容疑者の所在に関する情報収集と捜索を現地住民に対して実施したとされる。ソマリランド当局者は抗議したが、アメリカ軍当局はそのような活動はしていないとした